# Концевой, Сергей Владимирович
Серге́й Влади́мирович Концево́й (бел. Сяргей Уладзіміравіч Канцавы; род. 21 июня 1986[…], Гомель) — белорусский футболист, защитник, тренер «Ислочи». Брат Артём также футболист.

## Карьера

### Клубная
Родился в Гомеле. В 14 лет подписал контракт с клубом «РУОР» из города Минск. В 2004 году переходит в минское «Динамо». Для получения необходимого опыта уходит в аренду в родную команду из Гомеля, а позже в могилёвский «Савит», команду из первой лиги Беларуси. В 2009 году молодого защитника подписывает «Торпедо» из города Жодино. В середине сезона 2010 Концевой снова возвращается в родной «Гомель», но теперь подписывает контракт на один сезон. В связи с его грамотной игрой в обороне и лидерскими качествами на поле Сергей становится новым капитаном клуба. Вместе с командой он завоёвывает кубок Беларуси и становится бронзовым призёрам чемпионата.
В ноябре 2011 года Концевой ездил на просмотр в стан самарских «Крыльев Советов», но не подошёл клубу. В декабре продлил контракт с «Гомелем». На сборах в Турции в товарищеском матче против алма-атинского «Кайрата», главному тренеру «Тобола» Вячеславу Грозному понравилась игра Концевова и он пригласил защитника к себе в команду. Руководство гомельского клуба не стало мешать трансферу и отпустило своего капитана. Контракт был подписан до ноября 2012 года.
Дебютировал в «Тоболе» не сразу, хотя попадал в заявку команды на матчи. В третьем туре в игре против карагандинского «Шахтёра» Концевой заменил травмированного черногорского защитника Радослава Батака. После первого тайма команда проигрывала со счётом 0:1, в начале второго тайма после навеса Александра Кислицына Сергей Концевой сравнял счёт в матче, в итоге его команда победила со счётом 3:1.
6 мая забил победный и единственный мяч в ворота принципиального соперника «Актобе», на выезде. Таким образом его команда поднялась на первое место в турнирной таблицы чемпионата Казахстана.
В июле 2013 перешёл в минское «Динамо». Контракт был рассчитан до конца 2015 года. За столичный клуб отыграл 3 сезона, но игроком основного состава так и не стал. Во всех турнирах сыграл 53 матча и забил 2 мяча. Сыграл 5 матчей на групповом этапе Лиги Европы (2014/15). Отличился голом в ворота итальянской «Фиорентины» (победный для «Динамо» матч — 2:1). В декабре 2015 покинул клуб ввиду истечения контракта.
Первую половину сезона 2016 отыграл в бобруйской «Белшине». Сыграл 14 матчей в чемпионате и забил 1 гол. Покинул команду после первого круга. 22 июля вновь заключил контракт с минским «Динамо», где закрепился в стартовом составе. В декабре 2016 года покинул команду.
В феврале 2017 года стал игроком узбекистанского клуба «Нефтчи». В июне покинул клуб. В июле подписал контракт с «Гомелем», где стал основным центральным защитником. В декабре покинул клуб.
В январе 2018 года подписал контракт с жодинским «Торпедо-БелАЗ». В сезоне 2018 появлялся на поле нерегулярно, с октября закрепился в стартовом составе.
В январе 2019 года перешёл в футбольный клуб «Ислочь». Был основным защитником команды.
В январе 2021 года покинул «Ислочь». Вскоре стал тренироваться с «Крумкачами», однако в феврале подписал контракт с «Минском». Являлся игроком стартового состава, только в июле и октябре не выходил на поле. В декабре по окончании контракта покинул столичный клуб.
В феврале 2022 года перебрался в «Нафтан».
28 июня 2022 года перешёл в «Арсенал». Дебютировал за клуб 2 июля 2022 года в матче против бобруйской «Белшины». Вместе с клубом занял 14 место в турнирной таблице и отправился в стыковые матчи за сохранение прописки в высшем дивизионе. По итогу стыковых матчей против рогачёвского «Макслайна» дзержинский клуб потерял прописку в высшем дивизионе.

### В сборной
С 2005 по 2007 Сергей Концевой выступал за молодёжную сборную Беларуси, в которой сыграл три матча.

### Тренерская карьера
В декабре 2022 года присоединился к тренерскому штабу «Ислочи».

## Достижения
- Чемпион Беларуси: 2004
- Серебряный призёр чемпионата Беларуси (5): 2005, 2006, 2007, 2014, 2015
- Бронзовый призёр чемпионата Беларуси (3): 2011, 2013, 2016
- Обладатель Кубка Беларуси: 2010/11

## Клубная статистика
| Клуб             | Сезон            | Чемпионат | Чемпионат | Кубок | Кубок | Еврокубки | Еврокубки | Прочие | Прочие | Всего | Всего |
| Клуб             | Сезон            | Матчи     | Голы      | Матчи | Голы  | Матчи     | Голы      | Матчи  | Голы   | Матчи | Голы  |
| ---------------- | ---------------- | --------- | --------- | ----- | ----- | --------- | --------- | ------ | ------ | ----- | ----- |
| Динамо (Минск)   | 2004             | 1         | 0         | 0     | 0     | 2         | 0         | —      | —      | 3     | 0     |
| Динамо (Минск)   | 2005             | 3         | 0         | 0     | 0     | —         | —         | —      | —      | 3     | 0     |
| Динамо (Минск)   | 2006             | 4         | 0         | 1     | 0     | 1         | 0         | —      | —      | 6     | 0     |
| Динамо (Минск)   | 2007             | 12        | 0         | 2     | 0     | —         | —         | —      | —      | 14    | 0     |
| Всего            | Всего            | 20        | 0         | 3     | 0     | 3         | 0         | —      | —      | 26    | 0     |
| → Гомель         | 2007             | 6         | 0         | 0     | 0     | —         | —         | —      | —      | 6     | 0     |
| Всего            | Всего            | 6         | 0         | 0     | 0     | 0         | 0         | —      | —      | 6     | 0     |
| → Савит          | 2008             | 24        | 2         | 0     | 0     | 0         | 0         | —      | —      | 24    | 2     |
| Всего            | Всего            | 24        | 2         | 0     | 0     | 0         | 0         | —      | —      | 24    | 2     |
| Торпедо (Жодино) | 2009             | 23        | 1         | 0     | 0     | —         | —         | —      | —      | 23    | 1     |
| Торпедо (Жодино) | 2010             | 19        | 1         | 4     | 1     | 4         | 1         | —      | —      | 27    | 3     |
| Всего            | Всего            | 42        | 2         | 4     | 1     | 4         | 1         | —      | —      | 50    | 4     |
| Гомель           | 2010             | 14        | 4         | 2     | 1     | —         | —         | —      | —      | 16    | 5     |
| Гомель           | 2011             | 30        | 1         | 7     | 3     | 2         | 0         | —      | —      | 39    | 4     |
| Всего            | Всего            | 44        | 5         | 9     | 4     | 2         | 0         | —      | —      | 55    | 9     |
| Тобол            | 2012             | 19        | 2         | 2     | 0     | 0         | 0         | —      | —      | 21    | 2     |
| Всего            | Всего            | 19        | 2         | 2     | 0     | 0         | 0         | —      | —      | 21    | 2     |
| Гомель           | 2013             | 14        | 2         | 0     | 0     | —         | —         | —      | —      | 14    | 2     |
| Всего            | Всего            | 14        | 2         | 0     | 0     | 0         | 0         | —      | —      | 14    | 2     |
| Динамо (Минск)   | 2013             | 13        | 1         | 1     | 0     | 4         | 0         | —      | —      | 18    | 1     |
| Динамо (Минск)   | 2014             | 14        | 0         | 1     | 0     | 9         | 1         | —      | —      | 24    | 1     |
| Динамо (Минск)   | 2015             | 8         | 0         | 3     | 0     | 0         | 0         | —      | —      | 11    | 0     |
| Всего            | Всего            | 35        | 1         | 5     | 0     | 13        | 1         | —      | —      | 53    | 2     |
| Белшина          | 2016             | 14        | 1         | 3     | 0     | —         | —         | —      | —      | 17    | 1     |
| Всего            | Всего            | 14        | 1         | 3     | 0     | 0         | 0         | —      | —      | 17    | 1     |
| Динамо (Минск)   | 2016             | 13        | 0         | 2     | 0     | 2         | 0         | —      | —      | 17    | 0     |
| Всего            | Всего            | 13        | 0         | 2     | 0     | 2         | 0         | —      | —      | 17    | 0     |
| Нефтчи           | 2017             | 8         | 0         | 0     | 0     | —         | —         | —      | —      | 8     | 0     |
| Всего            | Всего            | 8         | 0         | 0     | 0     | 0         | 0         | —      | —      | 8     | 0     |
| Гомель           | 2017             | 13        | 0         | 2     | 0     | —         | —         | —      | —      | 15    | 0     |
| Всего            | Всего            | 13        | 0         | 2     | 0     | 0         | 0         | —      | —      | 15    | 0     |
| Торпедо-БелАЗ    | 2018             | 18        | 1         | 2     | 0     | —         | —         | —      | —      | 20    | 1     |
| Всего            | Всего            | 18        | 1         | 2     | 0     | 0         | 0         | —      | —      | 20    | 1     |
| Ислочь           | 2019             | 25        | 0         | 5     | 0     | —         | —         | —      | —      | 30    | 0     |
| Ислочь           | 2020             | 27        | 0         | 4     | 0     | —         | —         | —      | —      | 31    | 0     |
| Всего            | Всего            | 52        | 0         | 9     | 0     | 0         | 0         | —      | —      | 61    | 0     |
| Минск            | 2021             | 20        | 0         | 2     | 1     | —         | —         | —      | —      | 22    | 1     |
| Всего            | Всего            | 20        | 0         | 2     | 1     | —         | —         | —      | —      | 22    | 1     |
| Всего за карьеру | Всего за карьеру | 342       | 16        | 43    | 6     | 24        | 2         | 0      | 0      | 409   | 24    |